# Äthiopische Lamellenzahnratte
Die Äthiopische Lamellenzahnratte (Otomys typus) ist ein Nagetier in der Unterfamilie der Altweltmäuse. Die Taxonomische Abgrenzung der Art zu anderen Lamellenzahnratten im selben Verbreitungsgebiet ist noch nicht ausreichend erforscht.

## Merkmale
Bei Männchen variiert die Körpergröße mit Kopf-Rumpf-Längen von 120 bis 170 mm, Schwanzlängen von 57 bis 76 mm und einem Gewicht von 70 bis 121 g stärker als bei Weibchen. Exemplare des weiblichen Geschlechts sind ohne Schwanz 125 bis 155 mm lang, besitzen einen 61 bis 82 mm langen Schwanz und wiegen 78 bis 101 g. Dieses Nagetier hat 19 bis 26 mm lange Hinterfüße und 19 bis 26 mm lange Ohren. Das weiche Fell der Oberseite ist rehbraun mit gebänderten Haaren, was ein gesprenkeltes Aussehen ergibt. Der Übergang zur grauen Unterseite erfolgt schrittweise. Der Kopf ist durch graue abgerundete Ohren gekennzeichnet. Die Äthiopische Lamellenzahnratte hat dunkelgraue bis schwarze Pfoten. Im Gebiss besitzen die oberen Schneidezähne eine Kerbe, während sich in den unteren Schneidezähnen zwei tiefe Kerben befinden. Der erste obere Molar pro Seite ist mit vier der namensgebenden Lamellen ausgerüstet. Die Anzahl der Lamellen am dritten Oberen Molar variiert zwischen sechs und acht. Bei Weibchen sind vier paarig angeordnete Zitzen im Leistenbereich vorhanden.

## Verbreitung
Die Art lebt im zentralen äthiopischen Hochland auf 1800 bis 3400 Meter Höhe. Aufgrund des Problems mit der taxonomischen Einordnung ist keine genaue Eingrenzung des Verbreitungsgebiets möglich. Dieses Nagetier hält sich auf Wiesen sowie auf Heideland auf. Vermutlich reagiert es empfindlich auf Landschaftsveränderungen. In tieferen Lagen des Simien-Nationalparks wird die Art von Otomys simiensis abgelöst. Die Äthiopische Lamellenzahnratte hält sich von zeitweise überfluteten Landschaften fern.

## Lebensweise
Dieses Nagetier ist bodenbewohnend und es kann zu allen Tageszeiten aktiv sein, obwohl sich die Tiere bei Sonnenschein oft verstecken. Von diesen Zufluchtsorten legt die Art Trampelpfade zu den Stellen mit Nahrung an. Die Äthiopische Lamellenzahnratte frisst Süßgräser der Gattung Schwingel (Festuca), andere Gräser, Blüten von Strohblumen (Helichrysum) und Blätter. Die Reviere der Weibchen sind mit 180 bis 480 m² deutlich kleiner als die 400 bis 728 m² großen Territorien der Männchen. Trotz aggressiven Verhaltens kommen deutliche Überlappungen der Reviere vor.
Laut wenigen Studien findet die Fortpflanzung in der Regenzeit zwischen Mai und Dezember statt. In Gebieten mit geringen Wetterveränderungen konnten Jungtiere zu allen Jahreszeiten registriert werden. Weibchen bringen pro Geburt meist ein Jungtier oder selten Zwillinge zur Welt, die sich die ersten Tage an den Zitzen festsaugen. Die Aufzucht erfolgt in vorhandenen Verstecken. Weibchen graben keine Erdhöhlen und weben keine Grasnester.
Die Äthiopische Lamellenzahnratte wird vom Äthiopischen Wolf, vom Serval sowie vermutlich von Eulen und tagaktiven Beutegreifern gejagt.

## Gefährdung
Die Übernutzung von Weideflächen, die Umwandlung der Landschaft in Ackerflächen und angelegte Brände wirken sich negativ auf den Bestand aus. Die IUCN schätzt, dass die globale Erwärmung zu weiteren Landschaftsveränderungen führen wird. Die Art wird, da sie noch recht häufig auftritt und in einem Nationalpark vorkommt, als nicht gefährdet (least concern) gelistet.